# غولييلمو ليبري
غولييلمو ليبري كاروتشي دالا سومايا (بالإنجليزية: Guglielmo Libri Carucci dalla Sommaja)‏ (1 يناير 1803 - 28 سبتمبر 1869) أو دوق ليبري عالم رياضيات إيطالي، اشتهر بحبه لسرقة المخطوطات القديمة والثمينة في عام 1830 هاجر على أكثر احتمال بسبب ضغوط حركة كاربوناري الوطنية إلى باريس و أصبح بعد فترة قصيرة مواطناً فرنسيا.